# Kakuichi Mimura
Kakuichi Mimura (n. 16 august 1931, Tokyo⁠(d), Tōkyō, Japonia – d. 19 februarie 2022) a fost un fotbalist japonez.

## Statistici
| Japonia | Japonia | Japonia |
| An      | Meciuri | Goluri  |
| ------- | ------- | ------- |
| 1955    | 4       | 0       |
| Total   | 4       | 0       |